# Morro Pelado

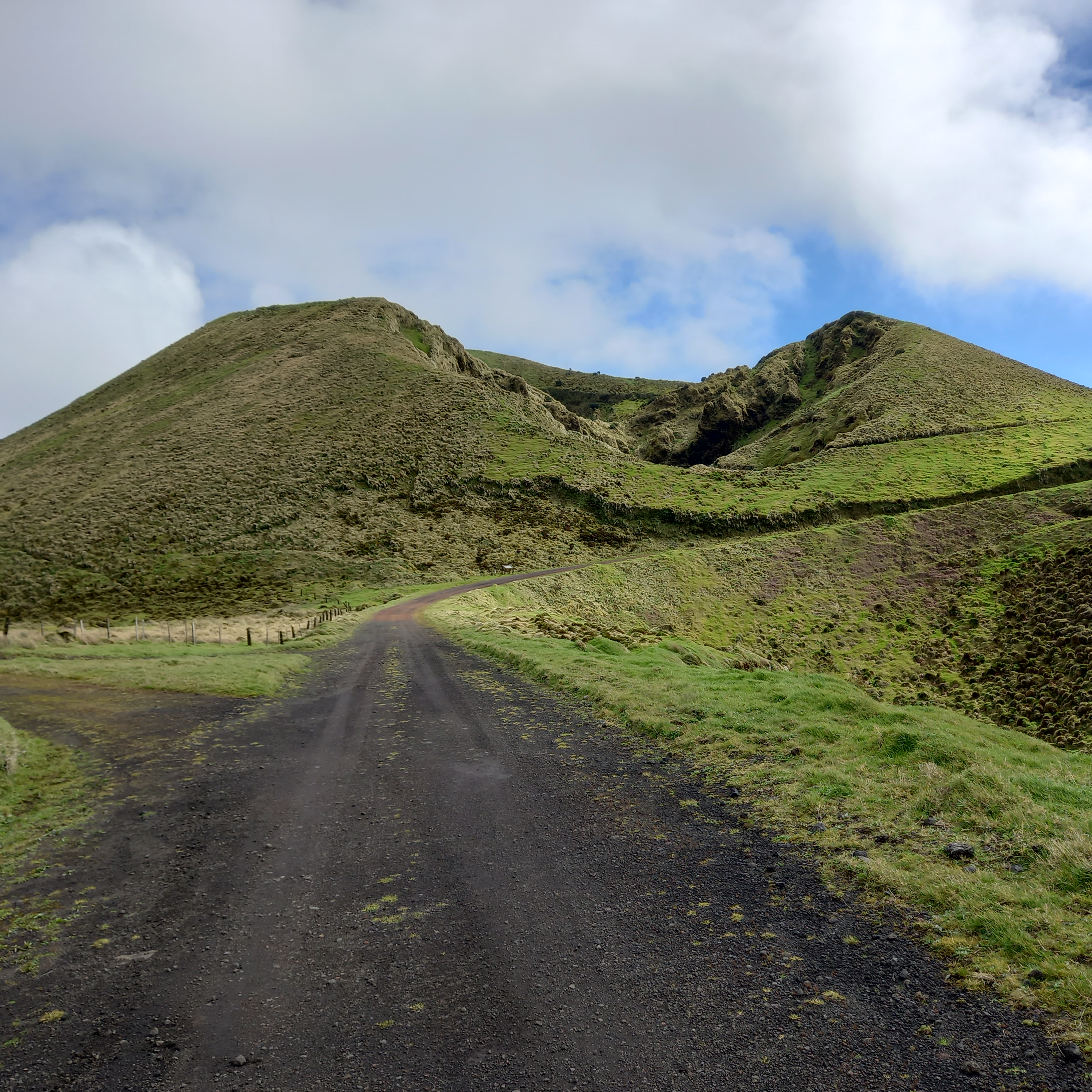
Morro Pelado em março de 2024

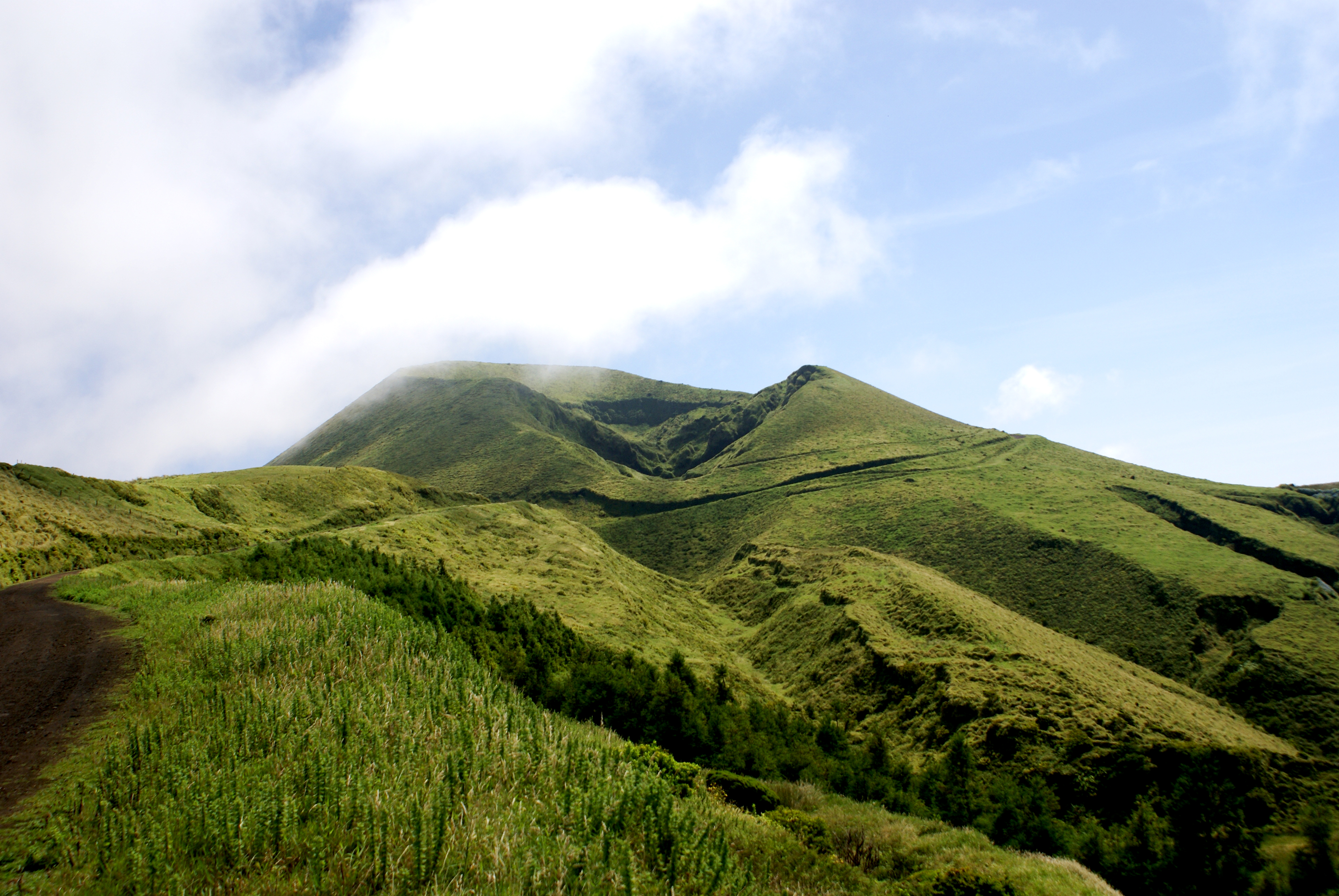
Morro Pelado

O Morro Pelado é uma elevação portuguesa localizada na freguesia açoriana do Norte Grande, concelho da Calheta, ilha de São Jorge, arquipélago dos Açores.
Este acidente geológico encontra-se geograficamente localizado próximo do Norte Grande e encontra-se intimamente relacionado com maciço montanhoso central da ilha de são Jorge do qual faz parte.
Esta formação geológica além de se encontrar próxima ao ponto mais alto da ilha de São Jorge, o Pico da Esperança, encontra-se também próxima ao Pico do Montoso, Pico Verde, e do Pico do Carvão.
Nas suas vertentes encontra-se uma variada e rica vegetação endémica típica da Macaronésia onde se destaca a Erica azorica. É nas encostas deste pico que nasce a Ribeira da Casa Velha que desagua no mar junto da Fajã de Além, depois de atravessar a freguesia do Norte Grande.
Esta formação geológica localizada a 1019 metros de altitude acima do nível do mar apresenta escorrimento pluvial para a costa marítima e deve na sua formação geológica a um escorrimento lávico e piroclástico muito antigo.

## Espécies endémicas
- Trechus isabelae
- Euphrasia grandiflora
- Ammi trifoliatum
- Tolpis azorica
- Leontodon filii